# NGC 1154
NGC 1154 é uma galáxia espiral (Sc) localizada na direcção da constelação de Eridanus. Possui uma declinação de -10° 21' 49" e uma ascensão recta de 2 horas, 58 minutos e 07,6 segundos.
A galáxia NGC 1154 foi descoberta em 15 de Dezembro de 1876 por Édouard Jean-Marie Stephan.